# Codex Iuris Canonici
Der Codex Iuris Canonici (CIC, lateinisch für Kodex des kanonischen Rechtes) ist das Gesetzbuch des Kirchenrechts der römisch-katholischen Kirche für die lateinische Kirche. Die aktuelle Version ist der von Papst Johannes Paul II. promulgierte Codex Iuris Canonici 1983 mit den unten aufgeführten Ergänzungen. Der CIC/1983 trat am 27. November 1983, dem ersten Adventssonntag, in Kraft.
Für Deutschland gibt es eine offizielle Übersetzung der Deutschen Bischofskonferenz. Die aktuelle Ausgabe (ockerfarben gebunden) ist von 2021 und wird mit den bisherigen Ergänzungen und Änderungen sowie den bis dahin erfolgten Entscheiden der PCLT herausgegeben.
Für die katholischen Ostkirchen existiert ein eigenes Gesetzbuch, der Codex Canonum Ecclesiarum Orientalium (CCEO).

## Historische Entwicklung
Im ersten Jahrtausend bestand kein einheitliches Kirchenrecht, sondern zunächst nur die lokalen Regelungen der Ortskirchen. Ab dem 2. oder 3. Jahrhundert gewannen Kirchenordnungen weitere Verbreitung. Dazu kamen die Bibel, Beschlüsse von Konzilien (vor allem der ökumenischen Konzilien) und in der Westkirche päpstliche Dekretalen als überdiözesan verbreitete Normen. Ab dem 5. Jahrhundert wurden diese unterschiedlichen Rechtsquellen in Kanones-Sammlungen zusammengestellt, die unterschiedlich weite Verbreitung hatten. Die für die Westkirche wichtigsten Sammlungen des Mittelalters waren das Decretum Gratiani (ca. 1140) und der Liber Extra (1234). Die ordentliche Gerichtsbarkeit lag bei den Ortsbischöfen; das Prozessrecht war teilweise vom römischen Recht beeinflusst.
Das kirchliche Gericht hatte weitreichende Zuständigkeiten, unter anderem für alle Prozesse, in denen mindestens eine Partei dem Klerus angehörte und für die meisten Fragen des Eherechts. Im frühen und hohen Mittelalter wurde das kanonische Recht überwiegend von Praktikern (Bischöfe, Äbte) weiterentwickelt; erst im 12. Jahrhundert wurde es zu einer akademischen Disziplin an den entstehenden Universitäten, vor allem in Bologna.
Diese Kirchengerichte hatten weitreichende Zuständigkeiten. Aus diesen Zuständigkeiten bildeten sich zahlreiche Teilgebiete des kanonischen Rechtes, und aufgrund dieser Praxisbezogenheit und des Umstandes, dass es nicht von Akademikern ausgearbeitet wurde, galt das kanonische Recht als weniger abstrakt. Nach der Einschätzung von Harold Berman orientierte sich das Recht zu dieser Zeit an den Anforderungen des Prozesses. Nach Gratian entwickelte sich das kanonische Recht mehr zu einer von Akademikern beeinflussten Rechtsordnung.
Das Decretum Gratiani, der Liber Extra und vier weitere Kompilationen bildeten zusammen das Corpus Iuris Canonici. In seiner überarbeiteten Fassung (Edition Romana) von 1582 war es bis 1917 der Kern des in der katholischen Kirche geltenden Kirchenrechts. Problem dieses Rechtes war, dass es stets nur dort galt, wo es promulgiert wurde. Teilweise gab es in verschiedenen Gegenden der Welt sogar Gesetze, die gegensätzlich waren. Dies änderte sich erst mit dem Erscheinen des Codex Iuris Canonici, der universelle Gültigkeit hatte.

## Codex Iuris Canonici 1917

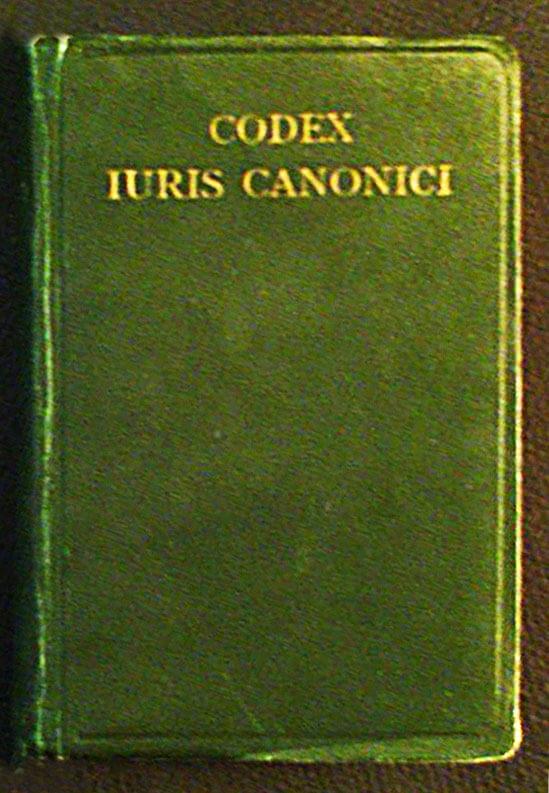
Eine Ausgabe des CIC/1917

Das Erste Vatikanische Konzil regte die Schaffung eines einzigen, einheitlichen katholischen Gesetzbuches an, welches von Papst Pius X. 1904 bei der durch ihn gebildeten Päpstlichen Kommission für Kodifizierung des Kanonischen Rechts in Auftrag gegeben und maßgeblich von Kardinal Pietro Gasparri erarbeitet wurde. Papst Benedikt XV. promulgierte dieses zentralisierende Rechtsbuch mit der ersten Kodifikation des lateinischen Kirchenrechts mit der Konstitution Providentissima Mater am 27. Mai 1917 (Pfingsten). In Kraft trat der CIC zum Pfingstfest des Folgejahres, am 19. Mai 1918.
Aufgabe des CIC/1917 war vor allem die „Sammlung und die Systematisierung des kanonischen Rechts“. Bis auf zwei kleine Streichungen wurde am CIC/1917 bis zum CIC/1983 nichts geändert. Untergeordnete Gesetze wurden zumeist in den Acta Apostolicae Sedis veröffentlicht und privat in Ochoa: Leges Ecclesiae post Codicem iuris canonici editae gesammelt.
Die als Römischer Zentralismus kritisierte Stärkung der päpstlichen Rechtszuständigkeiten wurde vom Vatikan auch aus den niederschmetternden Erfahrungen päpstlicher Ohnmacht angesichts des Ersten Weltkriegs vorangetrieben. Bischofsweihen beispielsweise dürfen seither nicht mehr unter die Kontrolle nationaler Politik fallen. So stellt der Papst in der Bulle zur Promulgation des CIC/1917 klar, dass es viele Gesetze gibt, die dermaßen unübersichtlich sind, dass die Schaffung eines gesamtgültigen Rechtes für die katholische Kirche unumgänglich ist.
Der CIC/1917 erwies sich alsbald als ergänzungsbedürftig. So wurde in den Konkordaten mit Preußen und mit Baden vom alleinigen Bischofsernennungsrecht des Papstes Abstand genommen. Mit der Zeit erwies sich das kanonische Recht ähnlich zerstreut wie vor der Kodifizierung des CIC/1917.

## Codex Iuris Canonici 1983

### Entstehungsgeschichte
Die Reform erfolgte von einer durch das Zweite Vatikanische Konzil eingesetzten Kommission, die Codex-Reform-Kommission, die später in die Kommission zur authentischen Interpretation der Gesetzestexte bzw. in den Rat für die Gesetzestexte (PCLT) übergegangen ist. Sie erarbeitete als Experten-Kommission aus der ganzen Welt von 1965 bis 1982 die Änderungen des CIC/1917. Ursprünglich wollte man eine Zweiteilung des Rechtes in eine Art „Verfassungsrecht“ (Lex ecclesiae fondamentalis, LEF), wo wichtige Dinge (z. B. Glaubenswahrheiten) gesammelt werden sollten, und einer Ergänzung, die unwichtigere Dinge (z. B. die Aufbewahrung des Tabernakelschlüssels in der Sakristei). Allerdings wurde das Projekt LEF wieder aufgegeben und die Inhalte der LEF 1981 in den CIC wieder eingearbeitet.
Die aktuelle Fassung des Codex wurde am 25. Januar 1983 von Papst Johannes Paul II. mit der Apostolischen Konstitution Sacrae Disciplinae Leges promulgiert und ist seit dem ersten Adventssonntag desselben Jahres (27. November) in Kraft. Der Codex von 1983 löste damit den Vorgänger von 1917 ab.

### Reformgesetz
Das CIC 1983 ist als Reformgesetz konzipiert, das die Ekklesiologie des Zweiten Vatikanischen Konzils umsetzen soll. Genannt wird in diesem Zusammenhang:
- die Kirche als Volk Gottes
- die Dienstfunktion der Hierarchie
- die communio (Gemeinschaft) zwischen den Teilkirchen und der Gesamtkirche
- die Kollegialität zwischen Papst und Bischöfen
- die Teilhabe aller Gläubigen am sogenannten dreifachen Amt Christi, d. h. an seinem priesterlichen, prophetischen und königlichen Amt
- die Hinwendung zum Ökumenismus
- die Stärkung des Subsidiaritätsprinzips mit der Konsequenz einer Dezentralisierung.

### Geltungsbereich
Die römisch-katholische Kirche gliedert sich in die lateinische Kirche (Ecclesia latina, „Westkirche“) und in (derzeit 23) sogenannte katholische Ostkirchen (Ecclesiae catholicae orientales). Während der Codex Iuris Canonici (CIC) von 1917 an noch für die gesamte katholische Kirche als das kirchliche Gesetzbuch galt, wirkt der neue CIC von 1983 an gemäß can. 1 nur noch in der lateinischen Kirche (Westkirche). Die katholischen Ostkirchen haben im Codex Canonum Ecclesiarum Orientalium (CCEO) von 1990 ein eigenes Kirchenrecht erhalten. Höchste Autorität für die römisch-katholische Kirche ist der Papst, der als Bischof von Rom sowohl Bischof eines einzelnen Bistums als auch Oberhaupt der Gesamtkirche ist. Die katholischen Ostkirchen erkennen aber den Jurisdiktionsprimat des Papstes als Bischof von Rom an und stehen untereinander sowie mit der lateinischen Kirche in Glaubens-, Gebets- und Sakramentengemeinschaft.
Die rein kirchlichen Gesetze des CIC gelten nach c. 11 nur für die in der katholischen Kirche Getauften oder Aufgenommenen, die Vernunftgebrauch haben und – wenn nicht etwas anderes bestimmt ist – die das siebente Lebensjahr vollendet haben.

### Gliederung

#### Bücher
Der CIC gliedert sich in sieben Bücher (lat. libri):
1. Allgemeine Normen (cc. 1–203): Grundlegende Definitionen, ohne die ein Rechtswerk nicht auskommt, so etwa die Gesetzesdefinition oder die Vorschriften für die Übertragung von Kirchenämtern.
2. Volk Gottes (cc. 204–746): Rechte und Pflichten aller Gläubigen, die Kirchenverfassung, Aufgaben und Rechte des Papstes, der Diözesanbischöfe, die innere Ordnung der Teilkirchen z. B. die Aufteilung in Pfarreien und Dekanate, die Rechtsstellung der Ordensgemeinschaften und der anderen Formen des geweihten Lebens.
3. Verkündigungsdienst der Kirche (cc. 747–833): Hierunter fallen Predigt und Katechese, katholisches Schul- und Hochschulwesen, Religionsunterricht und Bücherzensur.
4. Heiligungsdienst der Kirche (cc. 834–1253): Sakramente, sonstige gottesdienstliche Handlungen (z. B. Sakramentalien) sowie Heilige Orte und Zeiten.
5. Das kirchliche Vermögensrecht (cc. 1254–1310): Verwaltungsvorschriften zu Geld- und Sachwerten der Kirche.
6. Das kirchliche Strafrecht (cc. 1311–1399): Insbesondere „kirchenspezifische“ Straftaten wie etwa Sakramentensimulation oder Gehorsamsverweigerung werden hier behandelt.
7. Prozesse (cc. 1400–1752): Neben den Bestimmungen zum kirchlichen Gerichtswesen im Allgemeinen finden sich hier Regelungen sowohl für das reguläre (und fast nie vorkommende) Streitverfahren über besondere Arten von Verfahren, wie z. B. das Ehenichtigkeitsverfahren (in Deutschland das häufigste Verfahren an kirchlichen Gerichten) bis hin zum Verfahren zur Amtsenthebung oder Versetzung von Pfarrern.

Die sieben Bücher sind unterschiedlich unterteilt in Teile (partes), Sektionen (sectiones), Titel (tituli), Kapitel (capita) und Artikel (articula).

#### Canones
Ein einzelner Rechtssatz des CIC ist ein „Canon“. Der CIC enthält 1752 Canones. Der Ausdruck Canon wird mit can. oder mit c. abgekürzt, der Plural Canones mit cann. bzw. mit cc. Der Ausdruck hat eine lange kirchengeschichtliche Tradition.
Teilweise wird in der deutschsprachigen Literatur die Abkürzung c. nur für den CIC/1983, die Abkürzung can. für den älteren CIC/1917 verwendet.
Ein Canon kann unterteilt sein in Paragraphen und weiter in Nummern. Beispielsweise behandeln die Canones 124–128 Rechtshandlungen. Zwei dieser Canones (124 und 125) sind in jeweils zwei Paragraphen unterteilt. Canon 127 ist in drei Paragraphen unterteilt, wobei der zweite Paragraph zwei Nummern enthält.

### Allgemeine Normen (I. Buch, cc. 1–203)

#### Rechtsquellen (cc. 7–34, 94 f.)
Göttliches Recht – rein kirchliches Recht
Nach der katholischen Rechtsnormenlehre ist zwischen dem göttlichen Recht (ius divinum) und dem menschlichen Recht (im Sinne von rein kirchlichem Recht, ius mere ecclesiasticum) zu unterscheiden. Rein kirchliches Recht, das göttlichem Recht widerspricht, ist unwirksam. Beim göttlichen Recht unterscheidet man dem Erkenntnisgrund nach das Naturrecht (Schöpfung/Vernunft) und das positive göttliche Recht (Offenbarungsrecht). Beim rein kirchlichen Recht unterscheidet man schriftliches Recht und Gewohnheitsrecht.
Schriftliche Rechtsquellen
Bei den schriftlichen Rechtsnormen unterscheidet der CIC
Rechtsnormen, die einer Gemeinschaft von der zuständigen Autorität gegeben werden
als selbständige Rechtsnormen = leges (Gesetze) (cc. 7–22)
als den Gesetzen untergeordnete Rechtsnormen:
an alle gerichtet = decreta generalia (Ausführungsverordnungen, allgemeine Ausführungsdekrete) (cc. 31–33)
an die Verwaltungsorgane gerichtet = instructiones (Instruktionen) (c. 34)
Rechtsnormen, die eine Personen- oder Sachgesamtheit sich selbst gibt = statuta (Statuten, autonomes Satzungsrecht) (c. 94).

#### Verwaltungshandeln (cc.35–93)
Verwaltungshandeln im Sinne des CIC meint rechtlich relevantes Handeln bei der Leitung der Kirche und ist in den cc. 35–93 geregelt.

#### Personenrecht (cc.96–123)
Der CIC kennt physische (cc. 96–112) und juristische Personen (cc. 113–123). Das Personenrecht der Kirche und eines Staates kann unterschiedlich sein. Eine juristische Person kirchlichen Rechts muss nicht eine juristische Person staatlichen Rechts sein – und umgekehrt.

#### Kirchenämter (cc.145–196)
Ein Kirchenamt (lat. officium ecclesiasticum) ist „jedweder Dienst, der durch göttliche oder kirchliche Anordnung auf Dauer eingerichtet ist und der Wahrnehmung eines geistlichen Zweckes dient“ (c. 145 § 1). Zum Begriff des Kirchenamtes gehört weder „eine Beteiligung an der Weihe- oder Leitungsgewalt, noch die Ausübung durch einen Kleriker noch die hauptamtliche Ausübung.“.

### Das Volk Gottes (II.Buch, cc.204–746)

#### Die Katholische Kirche (c.204)
Die Kirche (Ecclesia) ist die Gesamtheit derjenigen, die durch die Taufe Christus eingegliedert und damit zum Volk Gottes geworden sind (c. 204 § 1 CIC). Diese Kirche ist in der Welt als Gesellschaft verfasst und in der katholischen Kirche „verwirklicht“ (subsistit), die durch den „Nachfolger Petri und den Bischöfen in Gemeinschaft mit ihm geleitet wird“ (c. 204 § 2 CIC).
Gemeinschaften, denen die nichtkatholischen Christen angehören, werden als Kirchen oder kirchliche Gemeinschaften bezeichnet. Im CIC nicht näher definiert, ist das Unterscheidungskriterium nach Dominus Iesus „der gültige Episkopat und die ursprüngliche und vollständige Wirklichkeit des eucharistischen Mysteriums“.

#### Die Gläubigen (cc.204–229)
Voll in die Kirche eingegliedert sind die Getauften, die mit der Kirche „durch die Bande des Glaubensbekenntnisses, der Sakramente und der kirchlichen Leitung“ verbunden sind (c. 205 CIC). Nicht vollberechtigte Gläubige sind diejenigen Katholiken, bei denen ein Band zerrissen ist, weil sie den Glauben ganz (Apostat) oder teilweise (Häretiker) oder die Unterordnung unter den Papst oder mit den ihm unterstehenden Gläubigen ablehnen (Schismatiker) – c. 751 CIC – oder der Exkommunikation, einem Interdikt unterliegen (cc. 1331 f.) bzw. „hartnäckig in einer offenkundigen schweren Sünde verharren“ und deshalb nicht zu den Sakramenten zugelassen werden dürfen (cc. 915, 1007). Wer einmal katholisch geworden ist, wird von der katholischen Kirche zeitlebens als zugehörig angesehen. Ein Kirchenaustritt im strengen Sinne ist nicht möglich („semel catholicus semper catholicus“).
In besonders enger Beziehung zur Kirche stehen die Katechumenen (c. 206).
Kleriker
In der Kirche gibt es unter den Gläubigen „kraft göttlicher Weisung“ „geistliche Amtsträger“, die Kleriker genannt und von den Laien (laici) abgegrenzt werden (c. 207 § 1 CIC). Der Eintritt in den Klerikerstand geschieht – frei (c. 219) – (erst) durch die Diakonenweihe (c. 266 §§ 1–2 CIC). Das einmal empfangene Weihesakrament kann nicht rückgängig gemacht werden (cc. 290, 845 § 1 CIC). Ein Kleriker kann jedoch aus dem Klerikerstand entlassen (cc. 290–292) und auch wieder aufgenommen werden (c. 293 CIC).
Laien
Der CIC verwendet den Ausdruck Laie mehrdeutig. In § 207 § 2 CIC wird er definiert als Gläubiger, der nicht Kleriker ist. Danach sind Ordensleute, die nicht Kleriker sind, Laien. In c. 463 § 2 CIC werden Ordensleute aber aus dem Laienbegriff ausgenommen. Im Katalog der Rechte und Pflichten der Laien (cc. 224-231 CIC) wird von Laien im Sinne von Gläubigen, denen der „Weltcharakter“ besonders zu eigen ist, ausgegangen.
Evangelische Räte
Nach c. 207 § 2 CIC kann es unter den Klerikern und den Nichtklerikern Gläubige geben, die sich zu den evangelischen Räten „durch Gelübde oder andere heilige Bindungen“ verpflichten und damit Gott weihen.
Kataloge von Pflichten und Rechten
Der CIC enthält vier Kataloge von Rechten und Pflichten:
- aller Gläubigen (cc. 208–223) und der Laien (cc. 224–331);
- der Kleriker (cc. 273–289);
- der Mitglieder eines Ordensinstituts (cc. 662–672).

Dies ist kirchenrechtsgeschichtlich neu. Als Vorbild dienten die Grundrechtskataloge staatlicher Verfassungen.
U. a. postuliert c. 208 die allgemeine Gleichheit aller Gläubigen.
Personalprälaturen
In cc. 294–297 sind die Personalprälaturen geregelt.
Vereine von Gläubigen (cc. 298–329)
Die cc. 298–329 enthalten allgemeine Vorschriften für kanonisch anerkannte private und öffentliche Vereine. Für die Lebensgemeinschaften der evangelischen Räte enthalten die cc. 573–746 besondere Vorschriften.

#### Hierarchische Verfassung der Kirche (cc. 330–572)
Der II. Teil des II. Buches (cc. 330–572) ist in 2 Sektionen gegliedert: Die höchste Autorität der Kirche (cc. 330–367) und die Teilkirchen und ihre Verbände (cc. 368–572).

##### Die höchste Autorität der Kirche (cc. 330–367)
Allgemeines
Wie Petrus und die Apostel sind der Nachfolger des Petrus und die Bischöfe als Nachfolger der Apostel „untereinander verbunden“ (c. 330). Dies „nach der Weisung des Herrn“, d. h. kraft göttlichen Rechts (c. 330). Der Papst und das Bischofskollegium haben damit die höchste Autorität in der Kirche inne. Damit steht weder das Bischofskollegium über dem Papst (a. A. Konziliarismus) noch steht der Papst außerhalb des Bischofskollegiums.
Der Papst
Der Inhaber des Amtes des Bischofs von Rom – der Papst – gilt als „Haupt des Bischofskollegiums“, der „über höchste, volle, unmittelbare und universale ordentliche Gewalt“ verfügt (c. 331 CIC). Papst wird, wer in rechtmäßig erfolgter Wahl gewählt wird, zum Bischof geweiht ist/wird und die Wahl annimmt (c. 332 § 1 CIC). Auf das Papstamt kann verzichtet werden (§ 332 § 2 CIC). Das Papstamt verliert man durch Verlust des Klerikeramtes nach c. 194 CIC (Glaubensabfall; Eheschließung).
Das Bischofskollegium
Das Bischofskollegium „meint die Gesamtheit [der] aus dem Papst und den mit ihm in Gemeinschaft stehenden Bischöfen“. Es hat ebenso wie der Papst (allein) „die höchste und volle Gewalt im Hinblick auf die Gesamtkirche“ (c. 336 CIC). Beschlüsse des Bischofskollegiums bedürfen der Bestätigung durch den Papst (c. 341 CIC). Das Bischofskollegium handelt „in feierlicher Weise“ auf einem Ökumenischem Konzil (c. 337 § 1 CIC) oder (bislang nur theoretisch) anderweitig „durch eine vereinte Amtshandlung“ (c. 337 § 2 CIC).
Dem Papst zugeordnete Organe
Dem Papst sind vier Arten ständiger Organe und Amtsträger zugeordnet:
- die Bischofssynode (cc. 342–348 CIC) als Beratungsorgan,
- das Kardinalskollegium (cc. 349–359 CIC) als Wahl- und Beratungsgremium,
- die Römische Kurie (c. 360 CIC) als päpstliche Behörde exekutiver und judikativer Art (unter dem Ausdruck Heiliger Stuhl wird der Papst mitsamt der Römischen Kurie verstanden (c. 361 CIC)),
- Gesandte des Papstes (cc. 362–367 CIC), in der Regel Nuntius genannt.

##### Teilkirchen und ihre Verbände (cc. 368–572)
Teilkirchen (cc. 368–374)
Nach c. 368 besteht die katholische Kirche „in“ und „aus“ Teilkirchen (Partikularkirchen, lat. ecclesiae particulares). Der Begriff wird nicht näher definiert. Prototyp ist das Bistum (synonym mit Diözese, lat. dioecesis), in den Ostkirchen Eparchie genannt.
Die Bischöfe
- Bischöfe allgemein (cc. 375–380): Das Bischofsamt wird auf göttlichem Recht beruhend angesehen, ein Bischof als Nachfolger der Apostel (c. 375 § 1). Bischöfe, denen eine Diözese anvertraut ist, werden Diözesanbischof, andere Titularbischof genannt (c. 376).
- Der Diözesanbischof (cc. 381–402): Der Diözesanbischof hat in seinem Bistum die volle Leitungsgewalt. Manche Entscheidungen (z. B. Befreiung vom Zölibat) sind dem Apostolischen Stuhl vorbehalten. Im Verhältnis zur Bischofskonferenz besteht eine konkurrierende Zuständigkeit (c. 135 § 2). Die Vollmacht zur authentischen Verkündigung (c. 753) sowie die Gesetzgebung (c. 135 § 2) ist höchstpersönlich, die ausführende und richterliche Gewalt kann delegiert werden.
- Bischofskoadjutoren und Auxiliarbischöfe (Weihbischöfe) (cc. 403–411): In den cc. 403–411 sind die Bischofskoadjutoren und die Auxiliarbischöfe, in Deutschland Weihbischöfe genannt, geregelt.
- Behinderung und Vakanz des bischöflichen Stuhls (cc. 412–430): Von einer Behinderung wird gesprochen, wenn der Diözesanbischof nicht einmal schriftlich in der Lage ist, mit den Diözesanen in Verbindung zu treten (c. 412). Für den Fall einer Vakanz werden in den cc. 416–430 Regelungen getroffen.

Teilkirchenverbände (cc. 431–459)
Als Teilkirchenverbände geregelt sind:
- die Kirchenprovinzen (cc. 431–438), die seit dem 4. Jahrhundert nachweisbar sind. Das Hauptbistum einer Kirchenprovinz heißt Metropolitanbistum, sein Diözesanbischof Metropolit (cc. 435–438), die übrigen Suffraganbistümer, deren Bischöfe „Suffraganbischöfe“.
- die Partikularkonzilien (cc. 439–446)
- die Bischofskonferenzen (cc. 447–459)

##### Innere Ordnung der Teilkirchenverbände (cc. 460–572)
Im CIC sind verschiedene Formen teils verpflichtender, teils freigestellter Versammlungen und Gremien vorgesehen:
- eine Diözesansynode (cc. 460–468) (fakultativ)
- der Priesterrat (cc. 495–501) (zwingend)
- das Konsultorenkollegium (c. 502) (zwingend) – in Deutschland, Österreich und in der Schweiz z. T. sind dessen Aufgaben dem Domkapitel übertragen[17]
- ein Kanonikerkapitel (cc. 503–510) ist eine Gemeinschaft von Priestern, deren Aufgabe es ist, die Gottesdienste in der Kathedral- bzw. Kollegiatkirche durchzuführen – sowie weitere Aufgaben, die ihm unter anderem vom Diözesanbischof übertragen werden (c. 503). Das Kanonikerkapitel eines Bistums heißt Kathedralkapitel und wird häufig Domkapitel, in Erzbistümern auch Metropolitankapitel genannt. In Deutschland, Österreich und in einigen Bistümern der Schweiz fungiert das Domkapitel als Konsultorenkollegium im Sinne des c. 502.
- ein (Diözesan-)Pastoralrat (cc. 511–514) (freigestellt)

Vom CIC nicht genannt sind u. a.:
- Diözesanrat der Katholiken
- Kirchensteuerrat
- Diakonenrat

Ausführlich geregelt sind die
- Pfarreien, Pfarrer und Pfarrvikare (cc. 515–552)
- das Dekanat mit dem Dechanten (cc. 553–555)
- Kirchenrektoren (cc. 556–563) und Kapläne (cc. 564–572)

#### Lebensgemeinschaften der evangelischen Räte (cc. 573–746)
Teil III des II. Buches regelt die Institute des geweihten Lebens und Gesellschaften des apostolischen Lebens. Einen Oberbegriff nennt das CIC nicht. Vorgeschlagen werden die Ausdrücke Lebensgemeinschaften der evangelischen Räte oder kanonische Lebensverbände.
Im Vordergrund stehen die Institute des geweihten Lebens, worunter Ordensinstitute (cc. 607–609) und Säkularinstitute (cc. 710–730) gefasst werden. Vorangestellt sind allgemeine Vorschriften (cc. 573–606).
Daneben erfahren die Gesellschaften des apostolischen Lebens eine Regelung (cc. 731–746).

### Der Verkündigungsdienst der Kirche (III. Buch, cc. 747–833)

#### Merkmale der kirchlichen Verkündigung (cc. 747–748)
Der Verkündigungsdienst der Kirche (munus docendi) ist Teilhabe der Kirche an der Sendung Jesu Christ und umfasst die Wahrheiten des Glaubens (c. 747 § 1) wie die „sittlichen Grundsätze .. über die soziale Ordnung“ (c. 747 § 2).
Dies kommt auch jedem Gläubigen kraft Taufe und Firmung zu (c. 211) (private Verkündigung).
Die Anwendung von Zwang bei der Verkündigung ist verboten (c. 748 § 2). Jeder Mensch ist aber verpflichtet, nach der Wahrheit zu suchen und an der erkannten Wahrheit festzuhalten (c. 748 § 1).

#### Die Lehrautorität der Kirche (cc. 749–755)
Neben der privaten Verkündigung eines jeden Gläubigen steht die amtliche Verkündigung der Kirche „im Namen der Kirche“. Diese erfolgt hoheitlich, wenn sie als Lehramt (magisterium) mit dem Anspruch der Verbindlichkeit auftritt, ansonsten nicht hoheitlich. Bei der hoheitlichen Verkündigung ist zu unterscheiden das authentische Lehramt ohne Unfehlbarkeitsanspruch (cc. 752–753) und das sogenannte unfehlbare Lehramt, sei es in Form einer Lehre als von Gott geoffenbart (c. 750 § 1) oder in Form einer als endgültig anzunehmende Lehre (c. 750 § 2 n. F.).

#### Die Predigt (cc. 762–772)
Das Recht zur Predigt steht den Bischöfen überall (c. 763) und den Priestern und Diakonen mit vermuteter Zustimmung des Kirchenrektors (c. 764), Ordensleuten in ihren Kirchen nach dem Ordensrecht (c. 765) zu.
Die Homilie in der Feier der Heiligen Messe ist dem Kleriker vorbehalten (c. 767 § 1) und an Sonn- und gebotenen Feiertagen verpflichtend (c. 767 § 2) zu halten.
Zur Predigt in einer Kirche oder Kapelle können nach Maßgabe der Vorschriften der Bischofskonferenz auch Laien – außerhalb der Liturgie, c. 767 § 1 – zugelassen werden (c. 766). Nach der Gesetzesempfehlung der deutschen Bischofskonferenz erfolgt die Beauftragung eines Laien für einzelne Anlässe durch den Pfarrer, ansonsten auf Vorschlag des Pfarrers durch den Ortsordinarius. Nach einem Allgemeinen Dekret der Österreichischen Bischofskonferenz nur durch den Diözesanbischof auf Vorschlag des Pfarrers.

#### Katholische Erziehung (cc. 793–821)
Neben allgemeinen Normen (cc. 793–795) wird die katholische Erziehung in und durch Schulen
(cc. 796–806) und in Hochschulen (cc. 807–821) geregelt.

### Heiligungsdienst der Kirche (IV. Buch, cc. 834–1253)

#### Sakramente
- Taufe (cc. 849–878)
- Firmung (cc. 879–896)
- Heiligste Eucharistie (cc. 897–958)
- Sakrament der Buße (cc. 959–997)
- Sakrament der Krankensalbung (cc. 998–1007)
- Weihesakrament (cc. 1008–1054)
- Ehe (cc. 1055–1165)

#### Sonstige gottesdienstliche Handlungen (cc. 1166–1204)
- Sakramentalien (cc. 1166–1172)
- Stundengebet (cc. 1173–1175)
- Kirchliches Begräbnis (1176–1185)
- Heiligen-, Bilder- und Reliquienverehrung (cc. 1186–1190)
- Gelübde und Eid (cc. 1191–1204)

#### Heilige Orte und Zeiten (cc. 1205–1253)
Heilige Orte (cc. 1205–1243)
- Kirchen (cc. 1214–1222)
- Kapellen und Privatkapellen (cc. 1223–1229)
- Heiligtümer (cc. 1230–1234)
- Altäre (cc. 1235–1239)
- Friedhöfe (cc. 1240–1243)

Heilige Zeiten (cc. 1244–1253)
- Feiertage (cc. 1246–1248)
- Bußtage (cc. 1249–1253)

### Vermögensrecht (V. Buch, cc.1254-1310)
Vermögenserwerb (cc.1259-1272)
Vermögensverwaltung (cc. 1273-1289)
Verträge (cc.1290-1298)
Fromme Stiftungen (cc. 1299-1310)

### Strafrecht (VI. Buch, cc. 1311–1399)
Die „STRAFBESTIMMUNGEN IN DER KIRCHE“ sind Teil des weltweiten katholischen Kirchenrechts (universales Kirchenrecht) im Codex Iuris Canonici (CIC) von 1983. In den einzelnen Ländern bzw. Diözesen können die Bischöfe aber auch Spezialgesetze in Kraft setzen, sogenanntes Partikularrecht.
Anders als staatliche Gerichte kann ein Kirchengericht keine Haftstrafen verhängen. Verhängt werden „Beugestrafen“, die nach Reue und Umkehr des Täters wieder aufgehoben werden müssen. Höchststrafe ist hier die Exkommunikation, also der Verlust aller Rechte und Ämter in der Kirche, nicht der Mitgliedschaft. Ferner gibt es Sühnestrafen, die zeitlich befristet oder dauerhaft verhängt werden können. Bei Geistlichen ist die Höchststrafe die unwiderrufliche Entlassung aus dem Klerikerstand.
Nach jahrelanger Vorbereitung wurde das VI. Buch des CIC vollständig überarbeitet. Das neue kirchliche Strafrecht trat am 8. Dezember 2021 in Kraft.
Es sieht aufgrund vielfach geäußerter Kritik vor, Missbrauchsfälle konsequenter als bisher zu sanktionieren. Erstmals wird dazu der sexuelle Missbrauch von Minderjährigen benannt als eine Straftat gegen Leben, Würde und Freiheit des Menschen und nicht mehr als Verstoß gegen den Zölibat, also die Pflicht der Priester zum ehelosen Leben. Missbrauch steht nun im selben Kapitel wie Mord, Vergewaltigung und Abtreibung. Die Höchststrafe für Geistliche bleibt die Entlassung aus dem Klerikerstand. Neu ist, dass auch kirchliche Angestellte oder Laien in Ehrenämtern wegen Missbrauchs kirchenrechtlich bestraft werden können.
Auch wird die bisherige untergesetzliche Regelung, wonach eine Frauenordination zu einer automatischen Exkommunikation führt, nunmehr in can. 1379 CIC kodifiziert, was bereits vor Inkrafttreten heftig kritisiert wurde.

### Prozesse (VII. Buch, cc. 1400–1752)
- Die Nichtjudizierbarkeit des Papstes (c. 1404)
- Prozessabwesenheit (cc. 1592–1595)

### Änderungen seit 1983
Der CIC ist ein päpstliches Gesetz. Änderungen können nur durch den Papst oder mit seiner Bevollmächtigung vorgenommen werden. Bei den Änderungen des CIC ist zwischen ausdrücklichen Änderungen im Wortlaut und nicht ausdrücklichen Änderungen in der Sache durch Änderungen der Sachlage bzw. durch abweichende anderweitige Regelungen zu unterscheiden.

#### Ausdrückliche Änderungen
Seit seiner Inkraftsetzung haben drei Päpste Änderungen am Codex Iuris Canonici erlassen:
Johannes Paul II.
Papst Johannes Paul II. änderte mit dem Motu proprio Ad tuendam fidem von 1998 zwei Canones des CIC und entsprechende Stellen im orientalischen Kirchenrecht. Die ursprüngliche Fassung des CIC unterschied nur zwei Stufen des verbindlichen Lehramtes: die vom Lehramt als unfehlbar vorgelegten Inhalte der Offenbarung (c. 750 alt) und das „authentische Lehramt“, das verbindlich, aber nicht als definitiv verpflichtend vorgelegt wird. Als dritte mittlere Stufe wurden durch c. 750 § 2 n. F. aufgenommen Lehren, die als endgültig anzunehmen sind, auch wenn sie nicht als Gegenstand der göttlichen Offenbarung gekennzeichnet werden. Can. 750 § 2 lautet:

„Fest anzuerkennen und zu halten ist auch alles und jedes, was vom Lehramt der Kirche bezüglich des Glaubens und der Sitten endgültig vorgelegt wird, das also, was zur unversehrten Bewahrung und zur getreuen Darlegung des Glaubensgutes erforderlich ist; daher widersetzt sich der Lehre der katholischen Kirche, wer diese als endgültig zu haltenden Sätze ablehnt.“

In Can. 1371 § 1 wurde außerdem ein Verweis auf den neuen Paragraphen eingefügt.
Benedikt XVI.
Am 26. Oktober 2009 änderte Papst Benedikt XVI. in dem Motu proprio Omnium in Mentem in zwei Bereichen einige Formulierungen im CIC. Im Weiherecht wird deutlicher zwischen dem allgemeinen Priestertum aller Gläubigen und dem Amtspriestertum unterschieden. Die Fähigkeit des Handelns in persona Christi Capitis (in der Person Christi des Hauptes zu handeln) war zuvor in can. 1008 a. F. auf alle Weihegrade bezogen und wird nunmehr in can. 1009 § 3 auf die Bischöfe und Priester beschränkt. Die Änderungen sind hier kursiv gedruckt:

„Can. 1008 – Durch das Sakrament der Weihe werden kraft göttlicher Weisung aus dem Kreis der Gläubigen einige mittels eines untilgbaren Prägemals, mit dem sie gezeichnet werden, zu geistlichen Amtsträgern bestellt; sie werden ja dazu geweiht und bestimmt, entsprechend ihrer jeweiligen Weihestufe unter einem neuen und besonderen Titel dem Volk Gottes zu dienen.
Can. 1009 – § 1. Die Weihen sind Episkopat, Presbyterat und Diakonat.
§ 2. Sie werden erteilt durch die Handauflegung und das Weihegebet, welches die liturgischen Bücher für die einzelnen Weihestufen vorschreiben.
§ 3. Die die Bischofsweihe oder die Priesterweihe empfangen haben, erhalten die Sendung und die Vollmacht, in der Person Christi, des Hauptes, zu handeln; die Diakone hingegen die Kraft, dem Volk Gottes in der Diakonie der Liturgie, des Wortes und der Liebe zu dienen.“

Im Eherecht wurde der in drei Canones vorkommende Zusatz „und nicht durch einen formalen Akt von ihr [der Kirche] abgefallen ist“ gestrichen. Hintergrund ist die (umstrittene) Deutung, dass der standesamtliche Kirchenaustritt in Deutschland ein Abfallen actu formali von der Kirche darstellt. In diesem Fall wiederum ist ein Katholik von der sogenannten Formpflicht entbunden, was implizierte, dass einer standesamtlichen Ehe sakramentaler Charakter zugekommen wäre und bei einem Wiedereintritt in die Kirche ein Ehehindernis für eine kirchliche Trauung darstellt.

„Can. 1086 – § 1. Ungültig ist eine Ehe zwischen zwei Personen, von denen eine in der katholischen Kirche getauft oder in sie aufgenommen wurde [gestrichen: ‚und nicht durch einen formalen Akt von ihr abgefallen ist‘], die andere aber ungetauft ist.
Can. 1117 – Die oben vorgeschriebene Eheschließungsform muss unbeschadet der Vorschriften des can. 1127 § 2 eingehalten werden, wenn wenigstens einer der Eheschließenden in der katholischen Kirche getauft oder in sie aufgenommen wurde [gestrichen: ‚und nicht durch einen formalen Akt von ihr abgefallen ist‘].
Can. 1124 – Die Eheschließung zwischen zwei Getauften, von denen der eine in der katholischen Kirche getauft oder nach der Taufe in sie aufgenommen worden ist [gestrichen: ‚und nicht durch einen formalen Akt von ihr abgefallen ist‘], der andere Partner aber einer Kirche oder kirchlichen Gemeinschaft zugezählt wird, die nicht in voller Gemeinschaft mit der katholischen Kirche steht, ist ohne ausdrückliche Erlaubnis der zuständigen Autorität verboten.“

Franziskus
Papst Franziskus vereinfachte in den Motu proprios Mitis Iudex Dominus Iesus und Mitis et misericors Iesus vom 15. August 2015 die Verfahren zur Feststellung einer Ehenichtigkeit für die lateinische Kirche und die katholischen Ostkirchen. Die Änderungen des Eheprozessrechtes in cann. 1671–1691 bzw. cann. 1357–1377 CCEO traten zum 8. Dezember 2015 in Kraft.
Das umfassend überarbeitete VI. Buch des CIC, das kirchliche Strafrecht, trat am 8. Dezember 2021 in Kraft. Unter anderem sieht es aufgrund vielfach geäußerter Kritik vor, Missbrauchsfälle konsequenter als bisher zu sanktionieren.

#### Nicht ausdrückliche Änderungen
Der CIC hat nachträgliche Änderungen erfahren, ohne dass dies im Wortlaut zum Ausdruck gebracht wurde. Beispiele:
- Der in den cc. 360 f. CIC genannte „Rat für die öffentlichen Angelegenheiten der Kirche“ ist seit 1988 die Zweite Sektion des Staatssekretariats.
- Entgegen c. 874 § 1 Nr. 3 CIC kann seit 1993 ein Taufpate auch orthodox sein, wenn der andere Taufpate katholisch ist.
- Entgegen c. 1342 § 2 CIC kann seit 2009 ein straffällig gewordener Kleriker auch auf dem Verwaltungsweg aus dem Klerikerstand entlassen werden.
- c. 1395 § 2 CIC stellt Sexualdelikte von Klerikern an Minderjährigen nur unterhalb einer Altersgrenze von 16 Jahren unter Strafe. Dieses Alter wurde 2001 auf 18 Jahre angehoben.

## Ausgaben
- Codex iuris canonici. Pii X Pontificis Maximi iussu digestus Benedicti Papae XV auctoritate promulgatus. Rom, Typis Polyglottis Vaticanis, 1917.
- Codex iuris canonici – Codex des kanonischen Rechtes. Lateinisch-deutsche Ausgabe mit Sachverzeichnis im Auftrag der Deutschen Bischofskonferenz, der Österreichischen Bischofskonferenz, der Schweizer Bischofskonferenz, der Erzbischöfe von Luxemburg und von Straßburg sowie der Bischöfe von Bozen-Brixen, von Lüttich und Metz. 1. Auflage, Kevelaer: Verlag Butzon & Bercker, 1983. (rot eingebunden, gültige Übersetzung bis 2002)
- Codex iuris canonici – Codex des kanonischen Rechtes. Lateinisch-deutsche Ausgabe mit Sachverzeichnis im Auftrag der Deutschen Bischofskonferenz, der Österreichischen Bischofskonferenz, der Schweizer Bischofskonferenz, der Erzbischöfe von Luxemburg und von Straßburg sowie der Bischöfe von Bozen-Brixen, von Lüttich und Metz. 3., aktualisierte Auflage, Kevelaer: Verlag Butzon & Bercker 2002. (blau eingebunden, gültige Übersetzung bis 2017)
- Codex iuris canonici – Codex des kanonischen Rechtes. Lateinisch-deutsche Ausgabe mit Sachverzeichnis im Auftrag der Deutschen Bischofskonferenz, der Österreichischen Bischofskonferenz, der Schweizer Bischofskonferenz, der Erzbischöfe von Luxemburg und von Straßburg sowie der Bischöfe von Bozen-Brixen, von Lüttich und Metz. 8., aktualisierte Auflage, Kevelaer: Verlag Butzon & Bercker, 2017.